# Sylvia Plachy
Pour les articles homonymes, voir Plachy.
Sylvia Plachy est une photographe hongroise née le 24 mai 1943 à Budapest. Elle est la mère de l'acteur américain Adrien Brody.

## Biographie
Elle est née en 1943 à Budapest, pendant la Seconde Guerre mondiale. Sa mère, juive hongroise, se cachait par crainte des persécutions nazies. Son père était un catholique romain hongrois. 
Sa famille a quitté la Hongrie après l'échec de l'insurrection de Budapest de 1956, traversant l'Autriche cachée dans une charrette tirée par des chevaux et s'est installée à New York en 1958,. Elle commence à photographier en 1964 « en mettant l'accent sur l'enregistrement du caractère visuel de la ville et de ses divers occupants » . Elle étudie la photographie au Pratt Institute de New York, où elle obtient un B.F.A. en 1965. Elle y rencontre le photographe André Kertész, qui devient un ami. Puis elle travaille comme photographe.
Ses œuvres photographiques sont publiés dans divers périodiques tels que The New York Times Magazine, The Village Voice, The New Yorker, Granta, Artforum, Fortune, Wired et d'autres. Elles sont aussi exposées dans des galeries et des musées  et sont intégrées en partie dans plusieurs collections, notamment du Musée d'art moderne de San Francisco, de la George Eastman House de Rochester, et de la Bibliothèque nationale de France. 
Son premier ouvrage de photographie, Sylvia Plachy's Unguided Tour, remporte le prix Infinity du Centre international de la photographie en 1991, pour la meilleure publication. Son livre Self Portrait with Cows Going Home, publié en 2005, reçoit le prix Golden Light du meilleur livre en 2004. C'est une histoire intime du passé en l'Europe centrale avec des photographies extraites d'un album familial, et d'autres, ainsi que des commentaires. Il est préfacé par Jim Jarmusch.
Elle publie également Red Light : Inside the Sex Industry with James Ridgeway en 1996, Signs & Relics en 2000, Out of the Corner of My Eye en 2008 et Goings On About Town : Photographs for The New Yorker en 2007. Elle a reçu une bourse Guggenheim en 1977, un prix Lucie de la femme photographe en 2004, et le Prix Erich-Salomon en 2010.
Elle est installée à New York avec son mari, Elliot Brody, professeur d'histoire et peintre, également originaire de l'Europe de l'Est, et est la mère de l'acteur Adrien Brody,.

## Récompenses et distinctions (sélection)
- 1991 : Prix de la publication Infinity Award
- 2004 : Lucie Award de la femme photographe, New York
- 2009 : Prix Erich-Salomon